# Solange Kwale
Solange Kwale Dangba, às vezes chamada pelo apelido de Ya Kwale, é uma jornalista e política da República Democrática do Congo.

## Biografia
Kwale formou-se em jornalismo no Institut supérieur de traducteurs et interprètes (ISTI) em Bruxelas. Ela foi a apresentadora de Mpifo, o primeiro programa político de televisão na língua lingala. Depois de Joseph Kabila ganhar as eleições de 2006, ela entrevistou Jean-Pierre Bemba, que acusou Kabila de corrupção. As forças do governo invadiram o escritório de Kwale e ela escondeu-se por dois meses. Ela voltou depois de amigos com conexões com o governo de Kabila lhe terem dito que o presidente não a considerava mais uma ameaça.
Nas eleições gerais de 2018, Kwale apresentou-se como a candidata que contesta o eleitorada de Lukunga, mas não teve sucesso.
O site feminino Pourelle.info incluiu Kwale na sua lista de cinquenta mulheres inspiradoras da RDC em 2021.